# 小行星4976
小行星4976（4976 Choukyongchol）是一颗绕太阳运转的小行星，为主小行星带小行星。该小行星于1991年8月9日发现。

## 轨道参数
小行星4976的轨道半长轴为3.0207772 UA，离心率为0.100。